# Gonolobus marginatus
Gonolobus marginatus är en oleanderväxtart som beskrevs av Rudolf Schlechter. Gonolobus marginatus ingår i släktet Gonolobus och familjen oleanderväxter. Inga underarter finns listade i Catalogue of Life.